# Diego Lamas
Diego Lamas ist eine Ortschaft im Norden Uruguays, benannt zu Ehren des Militär, Politikers und Bürgerkriegspersönlichkeit Diego Eugenio Lamas (1810–1868).

## Geographie
Sie liegt im südlichen Zentrum des Departamento Artigas. Einige Kilometer westlich befindet sich Baltasar Brum, in östlicher Richtung ist Paso Campamento gelegen, während nordöstlich Cuaró zu finden ist.

## Einwohner
Diego Lamas hat 128 Einwohner, davon 77 männliche und 51 weibliche (Stand: 2011). Bei den vorhergehenden Volkszählungen von 1963 bis 2004 wurden für den Ort keine statistischen Daten erfasst.
| Jahr | Einwohner |
| ---- | --------- |
| 1996 | -         |
| 2004 | -         |
| 2011 | 128       |

Quelle: Instituto Nacional de Estadística de Uruguay